# José Luis Mendoza Pérez
José Luis Mendoza Pérez, (Cartagena, 6 de junio de 1949-Murcia, 18 de enero de 2023) fue un empresario español, presidente de la Universidad Católica San Antonio.

## Biografía
Nacido en 1949 en la ciudad española de Cartagena (Región de Murcia), fue alumno del Colegio Hispania. En 1991 fue misionero de la iglesia católica como familia en misión en la República Dominicana.
José Luis Mendoza estaba casado y tuvo catorce hijos. Era católico, miembro del Camino Neocatecumenal.
En el año 2016, el Ministerio de Educación, Cultura y Deporte, reconoció la labor cultural de José Luis Mendoza concediéndole el ingreso en la Orden Civil de Alfonso X el Sabio, que premia la labor personal y aportación para la sociedad en el ámbito de la docencia, la investigación, la cultura y el deporte.
En 2017 fue elegido como miembro del Comité Olímpico Español.
Falleció de cáncer el 18 de enero de 2023.

### Universidad Católica San Antonio
En el año 1988 constituyó la Fundación Universitaria San Antonio, organización desde la cual llegó en 1996 a un acuerdo con la Diócesis de Cartagena para que le fuera cedido el monasterio de los Jerónimos de San Pedro de la Ñora, en Guadalupe (Murcia), donde fundó la Universidad Católica San Antonio. La universidad privada pasó de tener sesenta alumnos en sus primeros momentos a alcanzar en 2013 los 10.300, con 1.400 empleados en el recinto.
La gestión de Mendoza ha destacado por una intensa actividad de mecenazgo deportivo, con contrataciones de medallistas olímpicos como Mireia Belmonte o David Cal. La UCAM cuenta en la actualidad con dieciséis equipos federados. De hecho, once de las diecisiete medallas conseguidas por España en los Juegos Olímpicos de Río de Janeiro 2016 pertenecen a deportistas becados por la UCAM.

## Controversias
En 2008, la Diócesis de Cartagena planteó que la titularidad de la universidad le correspondía, iniciando un enfrentamiento con Mendoza que finalizó con el apoyo a este de algunos obispos muy significativos, reconociéndosele la titularidad a su fundación, y trasladándose al obispo Reig Pla a la Diócesis de Alcalá.
Con motivo de su puesto de responsabilidad en la Universidad Católica de Murcia, los medios de comunicación se han hecho eco de diversas críticas que el presidente de la universidad ha volcado sobre temas candentes en la sociedad española en los últimos años. Así, ha mostrado su desacuerdo con las políticas llevadas a cabo en España sobre el aborto o el matrimonio entre personas del mismo sexo. En el año 2018 mantuvo una posición crítica contra un programa de educación afectivo-sexual que impartía el colectivo LGTB "No te prives" en la Región de Murcia, y aseguró que no iba a permitir que se haga "proselitismo de adoctrinamiento" en los colegios, afirmando que va "en contra del derecho constitucional y de la familia", pues desde su punto de vista, el Estado "no puede imponernos a grupos que no estén cualificados mínimamente para dar esa educación afectivo-sexual". Se aprecia un afianzamiento de lazos de la UCAM y Vox en la Región de Murcia porque tanto Mendoza como el partido político defienden el veto parental y hablan de 'ideología de género' para atacar al colectivo LGTBI además que algunos dirigentes del partido trabajan en la UCAM como es el caso del presidente regional de Vox  José Ángel Antelo o Rubén Martínez Alpañez, profesor en la UCAM y yerno de José Luis Mendoza.
En febrero de 2020, la prensa dio la noticia de que la fiscalía solicitaba tres años de prisión contra José Luis Mendoza por la realización de obras presuntamente ilegales en el entorno del Monasterio de los Jerónimos de San Pedro de la Ñora. Concretamente, la fiscalía lo consideraba autor de un delito continuado contra la ordenación del territorio. El presidente de la UCAM tenía muy buenas relaciones con el PP de la Región de Murcia que se rompieron por obstaculizar la regularización de las obras mencionadas anteriormente y propició su acercamiento a Vox.
En junio de 2020, durante un acto público celebrado en el campus de Los Jerónimos de la UCAM, Mendoza se hizo eco de teorías conspirativas referentes a las vacunas contra la COVID-19, enfermedad causada según él por «las fuerzas oscuras del mal, del Anticristo y quienes le sirven». Tras cargar contra los magnates Bill Gates y George Soros, afirmó que los «esclavos y servidores de Satanás» pretenden usar la futura vacuna para implantar chips a la población con el fin de «controlar nuestra libertad». Sus declaraciones generaron una gran polémica en redes sociales y medios de comunicación a nivel nacional.